# Sécurité juridique
Cet article possède un paronyme, voir Droit des sûretés.
 (décembre 2019).
- Si vous ne connaissez pas le sujet, laissez ce bandeau (vous pouvez alors contacter les auteurs).
- Si vous supprimez le contenu mis en cause (vous pouvez préalablement contacter les auteurs),

argumentez précisément cette suppression dans la page de discussion
(un manque de référence n'est pas un argument ; une recherche réelle de référence doit avoir été effectuée, être formellement documentée).
 (décembre 2019).
La sécurité juridique est un principe qui a pour objectif de protéger les citoyens contre les effets secondaires négatifs du droit, en particulier les incohérences ou la complexité des lois et règlements, ou leurs changements trop fréquents (insécurité juridique).
Ce principe peut lui-même se décliner en plusieurs exigences. La loi doit être :
- compréhensible ;
- prévisible ;
- normative ;
- et porter sur le domaine de compétence du législateur.

De plus, la loi (en tant que règle de droit) doit également être générale, obligatoire, et coercitive.
La sécurité juridique découle du droit naturel de sûreté, et doit donc être traitée au niveau du droit constitutionnel. Dominique Rousseau illustre cette idée en soutenant que « La sécurité juridique, c'est la Déclaration des droits de l'Homme ». C'est l'un des aspects de la sécurité.

## Enjeux
La sécurité juridique conditionne l'exercice des droits des citoyens et le développement économique.
Ce principe est né en Allemagne et a trouvé sa reconnaissance internationale avec la jurisprudence de la Cour de justice des Communautés européennes : dès 1962, dans son Bosch du 6 avril 1962 puis dans les années 1970 (CJCE, 14 juillet 1972, aff. 57/69). 
En 1981, cette même Cour rendait l'arrêt Dürbeck (5 mai 1981), dans lequel elle évoquait le principe de confiance légitime, proche de celui de sécurité juridique.
La Cour européenne des droits de l'homme l'a, quant à elle, appliqué dans ses arrêts Sunday Times (26 avril 1979) et Hentrich c/ France (22 septembre 1994), en exigeant précision et prévisibilité de la loi.

## Risques liés au principe
Les facteurs de risque susceptibles de générer de l'insécurité juridique sont :
- L'inflation législative avec la prolifération de lois et de normes (voir hiérarchie des normes) ;
- La complexité excessive ;
- Le caractère précaire, illisible, incohérent, voire non normatif, de certaines lois ;
- Certaines lois rétroactives et celles portant une atteinte excessive aux situations contractuelles déjà établies.

Le non-respect du principe de sécurité juridique et des exigences correspondantes est susceptible d'engendrer des risques liés aux malentendus, réclamations, contentieux, et de provoquer des ruptures d'égalité.

## Évaluation des risques d'insécurité juridique

### Évaluation préalable avant l'élaboration de la règle de droit
Cette exigence s'impose à toute personne juridique qui est soumise à des obligations dont le non-respect entraîne une insécurité juridique. Cette évaluation ponctuelle peut aller jusqu'à mettre en place une veille juridique particulière.
Sur le plan institutionnel étatique, le législateur en tant que producteur de normes de droit doit également évaluer dans son action les risques d'insécurité juridique de toute nouvelle norme au regard de différents critères :
- Caractère de souveraineté, de bien commun, d'intérêt général ;
- Complexité du sujet traité et du réseau social touché, multiplicité des parties prenantes impliquées ;
- Exigences d'éthique ;
- Conséquences en matière de sûreté des organisations et systèmes concernés ;
- Aptitude des destinataires à percevoir le contexte et à mesurer la portée du texte ;

etc.

### Évaluation quantitative a posteriori de l'explosion des normes
Il est remarqué en France comme aux États-Unis une inflation juridique, les textes de lois ont pris un volume croissant tout le long du XXe siècle
Afin de mesurer la complexité actuelle du droit, on notera qu'il existe en France :
- 64 codes, un code pouvant atteindre 2 500 pages, comme le code général des impôts, qui contient 4 000 articles ;
- peut-être 9000 lois ;
- peut-être 120 000 décrets.

Plus de 10 % des articles d'un même code sont modifiés chaque année comme le confirme Legifrance grâce à ses statistiques de légistique .
Les amendements parlementaires sont passés de 16 000 en 1990 à 37 000 en 2003-2004, la cause est la complexification du droit mais aussi une stratégie d'obstruction.

### Clefs d'explication sur la complexité et l'explosion normative source d'insécurité juridique
Le législateur peut être amené à mettre en place des dispositifs législatifs complexes, à condition que la complexité du sujet l'exige.
Cette complexité doit elle-même être évaluée, ainsi que tous les critères.
On constate qu'une loi donnée appartient à un code (par exemple le code du commerce), mais qu'elle interfère avec d'autres lois et règlements du même code, et avec des lois et règlements de codes différents.
Dans la pyramide des normes juridiques, une loi peut ainsi interférer avec une multitude de codes, ainsi qu'avec des niveaux supérieurs de la pyramide des normes (bloc de constitutionnalité, bloc de conventionnalité), ce qui peut remettre en cause la cohérence d'ensemble. La complexité de la loi sera d'autant plus grande que le nombre de codes concernés sera grand, et que les niveaux supérieurs de la pyramide seront affectés.
En particulier, les directives européennes sont au niveau du bloc de conventionnalité.
Plusieurs pays dans le monde (voir paragraphe mise en œuvre) ont mis en place des procédures d'étude d'impact afin d'évaluer les risques d'insécurité juridique.

## Mise en œuvre du principe

### Allemagne
En Allemagne, l'évaluation des effets de la législation relève, pour la Cour constitutionnelle fédérale, de la protection des droits fondamentaux de la personne.

### Canada
En 1995, le programme canadien la relève de modernisation de l'État demande que toute décision de principe sur une réforme soit prise en comité interministériel, au regard d'une évaluation administrative et financière.

### Espagne
En Espagne, depuis 1997, tous les projets de loi et de règlement doivent être accompagnés d'une analyse sur la nécessité et l'opportunité de la mesure.

### États-Unis
Aux États-Unis, Ronald Reagan en 1981 et Bill Clinton en 1996 ont lancé deux programmes de simplification de la réglementation. Les études d'impact sont devenues obligatoires avant toute réforme.

### France
En France et en droit constitutionnel, le principe de sécurité juridique ne figure pas explicitement dans la constitution du 4 octobre 1958. Seul figure, par l'intermédiaire de la déclaration de 1789, le droit de sûreté qui s'inscrit dans le préambule de la Constitution. À ce titre, l'article 2 de la déclaration de 1789, place la sûreté parmi les droits naturels et imprescriptibles de l’homme au même titre que la liberté, la propriété et la résistance à l'oppression.
Le Conseil constitutionnel contrôle la loi au regard de la Constitution : il encadre en particulier fortement les lois rétroactives et veille à l’intelligibilité et à la qualité normative de la loi.
Le Conseil d'État, quant à lui, veille à la sécurité juridique en tant que conseiller du gouvernement sur les projets de lois et certains décrets et en tant que juge administratif de la réglementation.
Un rapport du Conseil d'État rédigé par Françoise Chandernagor dès 1991 avait alerté sur les risques d'insécurité juridique dans la production juridique française dont l'importance croissante avait été sévèrement dénoncée. Le rapport 2006 du Conseil d'État est revenu sur le sujet. Il analyse les causes de l'insécurité juridique :
- le caractère foisonnant du droit communautaire ;
- le développement des conventions internationales ;
- l'organisation des institutions françaises (décentralisation, transfert à des autorités administratives indépendantes d'une part du pouvoir réglementaire de la loi) ;
- l'appétit de lois nouvelles des citoyens, « bien servi par les gouvernants, souvent attirés dans cette voie par les sirènes de la communication médiatique » ;
- la modification de plus en plus fréquente des normes.

Le rapport conseille au Gouvernement de « peser minutieusement les avantages et les inconvénients d'une réforme législative en utilisant les méthodes rendues obligatoires par certains des partenaires européens de la France, notamment l’examen préalable de la réforme par les ministres sur la base d’études d’options, pour les réformes les plus simples, ou d’études d’impact pour les textes dont les enjeux sont les plus importants, soit en raison du nombre de destinataires, soit en raison du coût de la réforme (p. 300 à 316) ». Il propose pour cela faire figurer ces règles dans une loi organique, prise sur le fondement d’un alinéa ajouté à l’article 39 de la Constitution en vue d’organiser la procédure d’élaboration et de dépôt des projets de loi devant le Parlement.
En 2006, le principe de sécurité juridique a été solennellement reconnu par un arrêt du Conseil d'État du 24 mars 2006 KPMG et autres, indiquant notamment qu'une nouvelle réglementation ne doit pas porter une atteinte excessive aux contrats en cours.
Conformément aux recommandations du rapport du Conseil d'État de 2006, l'article 8 de la loi organique du 15 avril 2009 est venu compléter l'article 39 de la Constitution, en y ajoutant l'obligation d'accompagner tout projet de loi d'une étude d'impact expliquant pourquoi l'introduction d'une nouvelle législation est nécessaire et ce que l'on peut en attendre. L'étude d’impact doit notamment définir les objectifs poursuivis, exposer les motifs du recours à une nouvelle législation, et évaluer les conséquences économiques, financières, sociales et environnementales des dispositions du projet.

### Royaume-Uni
Depuis 1997, sous l'impulsion de Tony Blair, le Royaume-Uni s'est doté d'un dispositif d'étude d'impact avant toute proposition de textes, qu'il s'agisse de projets nationaux ou communautaires.

### Article sur les pouvoirs publics
- Souveraineté

### Articles sur le droit
- Droit | état de droit | Droit international des droits de l'homme
- Droit international | Droit européen | Droit comparé | Droit mou
- Montesquieu (philosophe) | De l'esprit des lois
- Rétroactivité en droit français | Application de la loi dans le temps en droit français
- Loi d'orientation et de programmation pour la sécurité intérieure
- Veille juridique

### Articles sur les risques
- Sécurité
- Sûreté
- Risque
- Risque juridique
- Gestion du risque

### Articles sur le droit naturel
- Droit naturel
- Sûreté | Égalité sociale
- Déclaration des droits de l'homme et du citoyen de 1789
- Abus de droit | Aléa moral | Effet pervers

### Articles sur la structure du droit positif
- Veille juridique
- Droit positif
- Hiérarchie des normes
- Constitution

### Cahiers du Conseil constitutionnel n° 11 (2001)
- Le principe de sécurité juridique, études réunies et présentées (2001) par Bertrand Mathieu, Cahiers du Conseil constitutionnel no 11, sur le site du Conseil constitutionnel
- La sécurité juridique en droit constitutionnel français (2001) par François Luchaire, Cahiers du Conseil constitutionnel no 11, sur le site du Conseil constitutionnel
- Comment garantir la stabilité des situations juridiques individuelles sans priver l'autorité administrative de tous moyens d'action et sans transiger sur le respect du principe de légalité ? (2001) par Sophie Boissard, Cahiers du Conseil constitutionnel no 11, sur le site du Conseil constitutionnel
- La Cour de cassation et le principe de la sécurité juridique (2001) par Jean-Guy Huglo, Cahiers du Conseil constitutionnel no 11, sur le site du Conseil constitutionnel
- La place de la notion de sécurité juridique dans la jurisprudence de la Cour européenne des droits de l'homme (2001) par Michele de Salvia, Cahiers du Conseil constitutionnel no 11, sur le site du Conseil constitutionnel
- Le principe de sécurité juridique dans la jurisprudence de la Cour de Justice des communautés européennes (2001) par Jean-Pierre Puissochet et Hubert Legal, Cahiers du Conseil constitutionnel no 11, sur le site du Conseil constitutionnel
- Réflexions en guise de conclusion sur le principe de sécurité juridique (2001) par Bertrand Mathieu, Cahiers du Conseil constitutionnel no 11, sur le site du Conseil constitutionnel

### Autour du rapport 2006 du Conseil d'État
- Présentation du rapport 2006 sur le site du Conseil d'État
- Conseil d'État. Rapport public 2006. Jurisprudence et avis de 2005. Sécurité juridique et complexité du droit sur le site de La documentation française
- Rapport au premier ministre du Groupe de travail charge d’une réflexion sur les suites du rapport public 2006 du Conseil d'État, sur le site du Conseil d'État
- Le rapport 2006 du Conseil d'État « Sécurité juridique et complexité du droit » : quelques observations impertinentes, par Frédéric Rolin, 19 mars 2006

### Travaux et colloques de la Cour de cassation
Groupe de travail « Incertitude et sécurité juridique » 2005
- Rapport général du Groupe de travail « Incertitude et sécurité juridique » animé par Michel Pinault, conseiller d'État
- Le regard du juriste anglais par Michael Elland-Goldsmith, avocat associé Clifford Chance, Solicitor of the Supreme Court of England and Wales
- Le point de vue de l'assureur par Dominique Rouquayrol de Boisse, Directeur juridique et fiscal AXA France
- Incertitude et politique jurisprudentielle de sécurisation du droit, « Questions et évolutions majeures de la jurisprudence : une politique jurisprudentielle de sécurisation du droit », par Guy Canivet, premier président de la Cour de cassation
- Bibliographie

Séminaire franco-brésilien sur la sécurité juridique 2005
- Regards croisés sur la sécurité juridique n° spécial, Les Petites Affiches, 21 décembre 2006, no 54, avec les interventions de Pierpaolo Bottini, Eros Roberto Grau, Olivier Dutheillet De Lamothe, Edson Vidigal, Jean-Michel Belorgey, Guy Canivet, Rodrigo Janot Monteiro De Barros, Jean-Louis Nadal

Autres
- L'application aux Pays-Bas des principes généraux du droit communautaire, notamment les principes de sécurité juridique, de confiance légitime, de bonne foi et celui de la proportionnalité (2000), par Robert Mok, Avocat Général (Pays-Bas), dans le cadre du colloque Les principes communs d'une justice des états de l'union européenne des 4 et 5 décembre 2000
- Les principes généraux du droit communautaire par Felisa Atienza, Magistrat assesseur du Président de la Cour Suprême (Espagne), dans le cadre du colloque Les principes communs d'une justice des états de l'union européenne des 4 et 5 décembre 2000
- Rapport de M. Merlin, Conseiller rapporteur, lors des Arrêts no 497 et 498 du 24 janvier 2003
- Rapport et note de Madame Morin, Conseiller rapporteur, lors de l'Avis no 0030002P du 1er décembre 2003
- Discours de M. Jean-François Burgelin, Procureur Général près la Cour de cassation, lors de l'audience solennelle de rentrée du 9 janvier 2004
- Un et multiple : l'espace européen de liberté, de sécurité et de justice par M. Vassilios Skouris, président de la CJCE (conférence du 29 janvier 2007)

### Autres liens (France)
- Rapport du Groupe de travail interministériel sur la qualité de la réglementation (2002) présidé par Dieudonné Mandelkern
- Pour une meilleure qualité de la réglementation (2004), rapport du groupe de travail présidé par Bruno Lasserre
- La sécurité juridique, Le point de vue du juge constitutionnel (2005) par Olivier Dutheillet de Lamothe sur le site du Conseil constitutionnel
- Arrêt Société KPMG et autres du 24 mars 2006 consacrant le principe de sécurité juridique, sur le site du Conseil d'État
- L'Europe et la Justice (décembre 2006), communication de Bernard Stirn, Président de la section du contentieux du Conseil d’État, sur le site de l'Académie des sciences morales et politiques
- Processus normatif et sécurité juridique : le principe de sécurité juridique, définition et portée (mars 2007), cours de Bernard Stirn à l’Institut d’études politiques de Paris